# 金三純
金 三純（キム・サムスン、朝鮮語: 김삼순、1909年2月3日 - 2001年12月11日）は、大韓民国の生物学者。韓国最初の女性農学博士で、特に菌類学の分野ではヒラタケの韓国国内での人工栽培の実現など多くの業績があり、著書に『韓国産キノコ図鑑』がある。
号は声至。3人の兄弟（金洪鏞、金汶鏞、金星鏞）と夫の姜世馨はいずれも国会議員を務めた。政治家の李会昌は妹と李弘圭の息子である。

## 経歴
金海金氏の7人きょうだいの上から4番目の三女として大韓帝国全羅南道潭陽郡昌平面に生まれた。1929年、京畿高等女学校卒業。1933年3月、東京女子高等師範学校理科選科修了。のち東京女子高等師範学校研究科を経て、1941年4月、北海道帝国大学理学部植物学科入学。糸状菌における亜硝酸塩の吸収に関する研究で卒業論文を提出、1943年9月、北海道帝国大学理学部植物学科卒業（理学士）。同年12月21日、北海道帝国大学大学院（応用菌学専攻）に入学、農学部農芸化学科教授半澤洵のもとで応用菌学を専攻した。その後菌学者となり、ソウル大学校師範大学教授を経て、1966年九州大学で農学博士号を取得した。
1968年〜1974年、ソウル女子大学校教授。1972年〜1976年、韓国菌学会会長。1976年、韓国菌学会名誉会長。1976年〜1981年、韓国学術院会員。1981年、韓国学術院名誉会員。

## 論文
- 富田義一, 金三純「蛋白質系におけるエネルギー移動(生体物理)」『秋の分科会予稿集』昭和38 (1963.1)セッションID: 13p-K-10、日本物理学会、1963年、600頁、doi:10.11316/jpsgaiyok.1963.1.0_600、NAID 110004576076。
- 金三純「タカアミラーゼAの光不活性化」『日本農芸化学会誌』第39巻第1号、日本農芸化学会、1965年、10-17頁、doi:10.1271/nogeikagaku1924.39.10、ISSN 0002-1407、NAID 130001230092。
- 金三純「Photoinactivation of Taka-amylase A / タカアミラーゼAの光不活性化反応」九州大学 博士論文（農学）乙第362号、1966年7月、doi:10.5109/22742、NAID 500000444152。
- 金三純「紫外線によるタカアミラーゼAの不活性化反応」『日本農芸化学会誌』第40巻第2号、日本農芸化学会、1966年、67-72頁、doi:10.1271/nogeikagaku1924.40.67、ISSN 0002-1407、NAID 130001222358。
- 金三純「リボフラビンによるタカアミラーゼAの光増感不活性化反応」『日本農芸化学会誌』第40巻第2号、日本農芸化学会、1966年、73-79頁、doi:10.1271/nogeikagaku1924.40.73、ISSN 0002-1407、NAID 130001222359。